# Blaise Compaoré
Blaise Compaoré (sinh ngày 3 tháng 2 năm 1951) là một chính trị gia người Burkinabé, người là chủ tịch của Burkina Faso từ năm 1987 đến năm 2014. Ông là cộng sự hàng đầu của Tổng thống Thomas Sankara trong những năm 1980, và vào tháng 10 năm 1987, ông đã lãnh đạo một cuộc đảo chính trong đó Sankara đã bị giết. Sau đó, ông đưa ra chính sách "cải chính", lật ngược chính sách cánh tả và Thế giới thứ ba mà Sankara theo đuổi. Ông đã giành chiến thắng trong các cuộc bầu cử vào các năm 1991, 1998, 2005 và 2010 trong những hoàn cảnh được coi là không công bằng. Nỗ lực sửa đổi hiến pháp để kéo dài nhiệm kỳ 27 năm của ông đã gây ra cuộc nổi dậy năm 2014 ở Burkinabé. Vào ngày 31 tháng 10 năm 2014, Compaoré từ chức, sau đó ông trốn sang Bờ Biển Ngà.